# Clausthal
Clausthal är en ortsteil i staden Clausthal-Zellerfeld i Landkreis Goslar i förbundslandet Niedersachsen i Tyskland. Clausthal var en stad fram till 1924 när den gick samman med staden Zellerfeld.